# Pseudoeurycea werleri
Espèce
Statut de conservation UICN

 EN B1ab(iii) : En danger
Pseudoeurycea werleri est une espèce d'urodèles de la famille des Plethodontidae.

## Répartition
Cette espèce est endémique du Veracruz au Mexique. Elle se rencontre de 900 à 1 500 m d'altitude dans la Sierra de los Tuxtlas.

## Étymologie
Cette espèce est nommée en l'honneur de John E. Werler.

## Publication originale
- Darling & Smith, 1954 : A collection of reptiles and amphibians from eastern Mexico. Transactions of the Kansas Academy of Science, vol. 77, no 2, p. 180-185.